# Chris Klein (voetballer)
Chris Klein (Saint Louis, 4 januari 1976) is een  voormalig Amerikaans profvoetballer die onder contract stond bij Kansas City Wizards, Real Salt Lake en Los Angeles Galaxy. Hij speelde in totaal 23 interlands voor Amerika en scoorde vijf keer voor zijn vaderland in de periode 2000-2006.

## Erelijst
Kansas City Wizards
- MLS Cup

2000
- MLS Supporters' Shield

2000